# Iphigenie in Delphi (Drama, 1941)
Iphigenie in Delphi ist ein Versdrama in drei Akten des deutschen Nobelpreisträgers für Literatur Gerhart Hauptmann, das am 15. November 1941, dem 79. Geburtstag des Autors, im Schauspielhaus Berlin unter der Regie von Jürgen Fehling mit Hermine Körner in der Titelrolle uraufgeführt wurde.  Maria Koppenhöfer gab die Elektra, Bernhard Minetti den Orest, Gustav Knuth den Pylades, Friedrich Kayssler den Pyrkon, Franz Nicklisch den Proros und Ullrich Haupt den Aiakos. Die Bühnenmusik schuf Mark Lothar und das Bühnenbild Rochus Gliese.
Dieser letzte Teil der Atriden-Tetralogie entstand als erster – der Dichter schrieb ihn vom 14. Juli 1940 bis zum 18. September 1940.
Im Gegensatz zu seinen großen Vorgängern Aischylos, Euripides und Goethe habe Gerhart Hauptmann den bekannten Stoff in einem Punkt „als ein vollgültiges Denkmal unserer Zeit“ gestaltet: „… ein befreiendes Aufschauen zu den Göttern“ will dem Menschen „nicht glücken …“.
Sprengel schreibt, es gehe in dem Stück um „die Heimholung der taurischen Artemis ins griechische Mutterland und die Aussöhnung Iphigenies, die in Tauris blutige Opferdienste leistete, mit ihren gleichfalls blutbefleckten Geschwistern“.

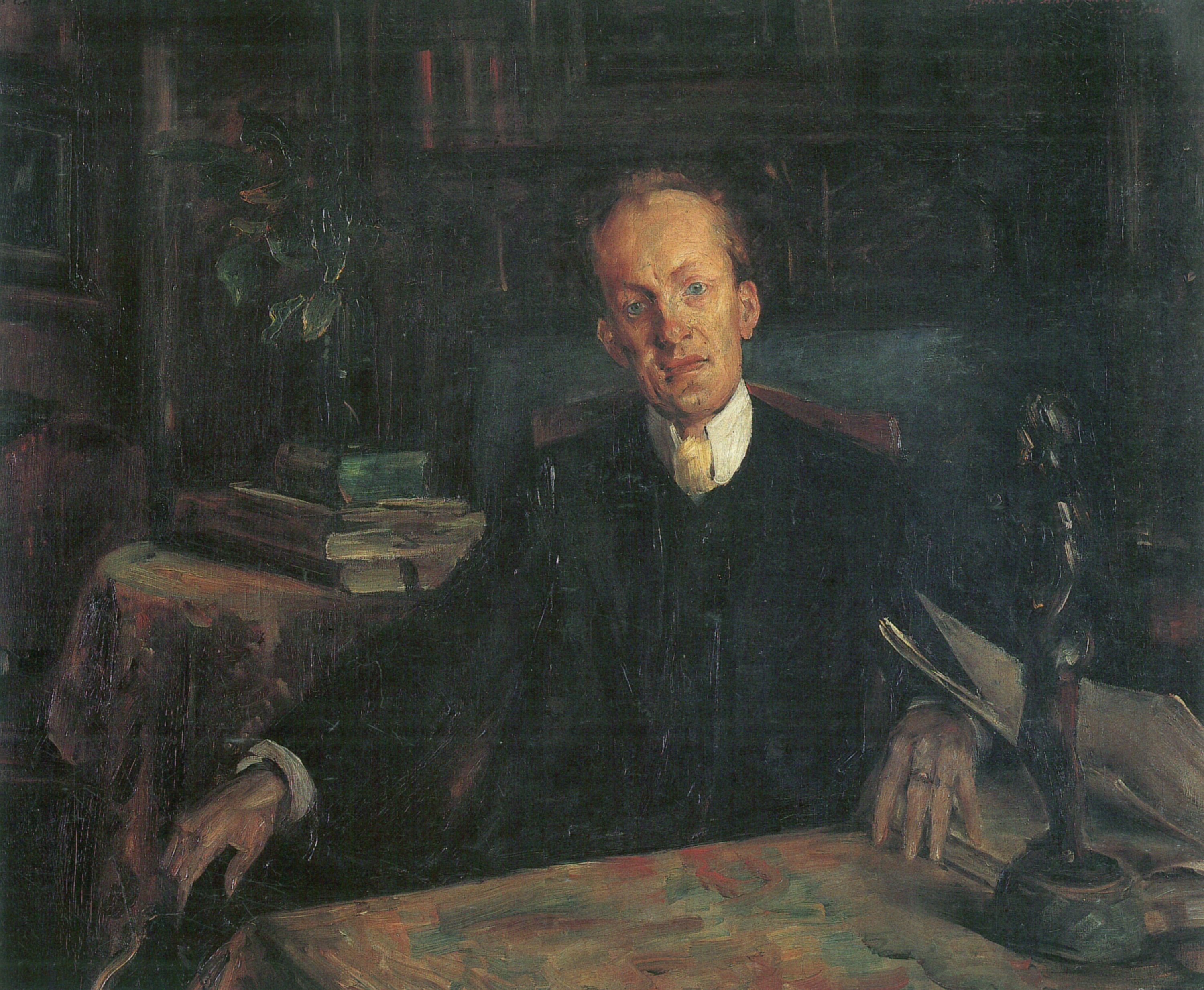
Gerhart Hauptmann auf einem Gemälde von Lovis Corinth anno 1900

## Überblick
Es scheint, als habe Gerhart Hauptmann das Geschehen in heidnischer Zeit unter ein christliches Motto gestellt: die inständige Bitte der „fürchterlich verderbten Menschenwelt“ an Gott: „Vergib uns unsere Schuld!“.
Die Handlung läuft über zwei Tage. Ort der Handlung ist der Apollon-Tempel zu Delphi. Die drei Geschwister Iphigenie, Elektra und Orest können nicht zusammenkommen. Während Elektra und Orest im Tempel Sühne suchen, „um rein zu werden“, springt Iphigenie aus freiem Willen von den Phädriadenfelsen in den Tod.

### 1. Akt
Pyrkon, Proros und Aiakos, Tempelpriester des Pythontöters Apoll, beobachten beunruhigt herandrängendes, in Lumpen gehülltes „sühnesuchendes“ Volk. Ein Schiff argolischer Bauart hat unten im Hafen Krisa festgemacht. Die Jünglinge Aiakos und Proros sprechen die Vorgeschichte gelassen aus. Der „Rächer seines Vaters“, also der „herrliche Orest“, hatte auf Befehl des Gottes Apoll seine Mutter Klytämnestra – die Mörderin Agamemnons – mit dem Opferbeil erschlagen. Zu seiner Sühne – wiederum im Auftrag des Herrn des Lichts Apoll – musste der Muttermörder ins Land Tauris des Barbarenkönigs Thoas – am Pontos gelegen – ziehen. Dort sollte er das Bild der Artemis  aus dem Tempel der Todesgöttin Hekate rauben.
Orest hat den heiklen Auftrag erfüllt; hat sich erfolgreich zwischen zwei hadernde Geschwistergötter – gemeint sind Apoll und Artemis – gedrängt. Unter den ärmlich gekleideten Pilgern schreitet Elektra mit der Mordwaffe, dem Opferbeil, in der Hand und legt das Beil auf Apolls Altar. Von dem Marsch über das steinige Gebirge sind ihre Füße „zwei Klumpen Blut und Eiter“ geworden. Elektra will Ablass für ihren Bruder Orest; ansonsten wäre das Geschlecht Atreus dahin.
Orest marschiert ebenfalls auf den Sühnetempel des Helfergottes Apoll zu. Elektra kann den Bruder nicht erkennen, auch, weil er sich als Steuermann Theron ausgibt. Den Geschwistern erscheint „der durchsichtige Schatten Klytämnestras“. Das Antlitz der Mutter ist blutüberströmt. Denn Orest „schlug ihr mit der Axt ins Angesicht“. „Steuermann“ Orest legt sein Ruder neben das Mordwerkzeug auf Apolls Altar. Elektra reißt das Beil tobend vom Altar und sucht das Weite, denn sie wähnt, der Bruder Orest ist während des Bilderraubes in Tauris der blutgierigen Hekate ebenso zum Opfer gefallen wie die Schwester Iphigenie. Oberpriester Pyrkon, der Elektra erkannt und im Heiligtum willkommen geheißen hat, ordnet Heilbehandlung der Wahnsinnigen an.

### 2. Akt
Bereits im ersten Akt wurde dem Zuschauer das Nahen Iphigeniens versprochen:
„… Oresten hat nun Loxias
geboten, beides – Bild und Priesterin –,
und sei es mit Gewalt, herbeizuschaffen, …“
Zwar verliert Gerhart Hauptmann erst im dritten Akt ein Wort über die Entführung, doch Iphigenie kommt bald ins Spiel. Zuvor tritt noch Pylades auf. Er will in das Pflegehaus zu seiner Elektra.
Nach dem nächsten Sprung im Handlungsablauf treten nicht Elektra und Pylades, sondern Elektra und Orest – letzterer immer noch als Steuermann Theron – auf. Die Geschwister können sich partout nicht erkennen.
Endlich erscheint Iphigenie als hoheitsvolle Oberpriesterin. Obwohl Elektra und Pylades bei diesem ersten Auftritt zugegen sind, spricht Iphigenie zunächst nur mit Orest. Erst im letzten Akt wird Iphigenie mit ihrer Schwester reden. Iphigenie legt dem Bruder sonderbare Umstände ihres Todes auf dem Altar der Hekate offen:
„… ich starb ins Göttliche hinein
und mag im Sterblichen nicht wieder leben.“
Das ist deutlich. Der Zuschauer denkt sich Iphigenie als Halbgöttin. Immerhin ist sie laut eigener Aussage nach ihrer Wiedergeburt Seherin geworden.

### 3. Akt
Am Morgen des folgenden Tages tritt Iphigenie vor der jahrmarktartigen Menschenansammlung jener Schuldbeladenen auf, „die Ablaß suchen“. Orest schläft sich derweil im Gästehaus aus. Elektra, von ihrem Paroxysmus durch Heilschlaf geläutert, schreitet an der Seite ihres Pylades plaudernd daher. Dennoch denkt sie schaudernd an die fluchwürdige Aufwallung ihres Gemüts zurück, als sie beilschwingend auf die Oberpriesterin – sprich, auf ihre ältere Schwester Iphigenie – losging. Nichtsdestotrotz – Pylades geht ab und die Schwestern sprechen sich unter vier Augen aus. Zuerst gesteht Elektra ihren Wahn ein. Sie habe Iphigenie mit dem Beil erschlagen wollen – in der Annahme, die Oberpriesterin habe den geliebten Bruder Orest hingeschlachtet. Iphigenie verzeiht. Elektra kritisiert die ermordete Mutter. Im Ehestreit mit Agamemnon habe sie nie nachgegeben. Iphigenie räumt ein, zu Tauris habe sie alle Griechen gehasst, sich aber von Orest in das verhasste Heimatland entführen lassen.
Bald umarmt Iphigenie ihre „süße kleine Schwester“. Elektra gesteht ihrerseits die feste Heiratsabsicht mit Pylades. Für Iphigenie, meint sie, werde sich bestimmt in Bälde ein passender Mann finden.
Das geht nicht. Iphigenie hat, als sie von den Priesterinnen der Hekate nach ihrem zweiten Tode in den Sarg gelegt worden war, auf Verlangen der Hekate einen Göttereid geschworen, in dem sie dieser Welt entsagte. Also wird ihre Wohnung das Reich der Persephone  sein. Iphigenie verabschiedet sich für immer von Elektra.
Fast kommt dem Schluss des Dramas die Eigenschaft glorreich zu: Orest wird von Apoll als Herrscher über Arkadien und Sparta installiert, wenn nur nicht Iphigeniens ganz oben genanntes Ende – zerschmettert in der Phädriadenschlucht – gewesen wäre.

## Zitat
- Orest: „… ewig Suchen ist … Menschenlos.“[9]

## Weitere Premieren
- 1942, Theater Görlitz
- 1946, Schauspielhaus Zürich, Regie: Max Terpis

## Rezeption
Wenig sicher Überliefertes zum antiken Stoff und teilweise das sich Ausschweigen Gerhart Hauptmanns geben Raum für Auslegungen.
- 1954, Käte Hamburger habe mit zwei Argumenten der Behauptung (zum Beispiel auch noch anno 1964 von Meinert vertreten) widersprochen, dass Iphigenie mit ihrem Freitod alle Schuld ihren nahen Verwandten auf sich genommen habe. Erstens, Orest und Elektra[10] wurden vor dem Suizid entsühnt und zweitens, Iphigenie will gar nicht alle Verwandtenschuld auf sich nehmen, sondern muss sterben, weil sich Apoll und Artemis auf dem Wege der Versöhnung befänden und ihre Dienste als grausame Hekate-Priesterin[11] in Tauris deswegen nicht mehr gebraucht werden würden.[12] Allerdings schreibt Marx zu dem Betreff: „Die Spannung zwischen dem delphischen Apoll und der taurischen Hekate bleibt bestehen.“[13] Leppmann nennt noch zwei mögliche Absichten Gerhart Hauptmanns, als er Iphigenie in den Tod springen ließ. Erstens „die figürliche Erhöhung der Artemis-Priesterin zu den Göttern“ und zweitens die „Analogie zur Kreuzigung Christi im Sinn eines Sühneopfers“.[14]
- 1954, Fiedler[15]: Gerhart Hauptmann habe sich inhaltlich teilweise an die Eumeniden des Aischylos angelehnt. Anders als in Iphigenie bei den Taurern des Euripides und in Iphigenie auf Tauris von Goethe legt Hauptmann den Schwerpunkt auf Entsühnung. Während bei Aischylos die Protagonisten von den Erinnyen gehetzt werden würden, werde bei Goethe hauptsächlich seelisch gelitten. Hauptmann hingegen lasse beide Quälereien des Menschen zu. Die göttliche Erhebung Elektras äußere sich im „Außer-Sich-Sein“. In dem Zusammenhang treffe die zweite Bedeutung von sacer: verflucht. Der Mensch erscheine als Spielzeug der Götter. Zum Beispiel Orest mordet die eigene Mutter und stiehlt in Tauris das Artemis-Bildnis – beide Male auf göttlichen Befehl. So sei auch Iphigeniens Bahn durch „Götter Ratschluß“ determiniert. Bei Hauptmann ist „Iphigenie eine vollständig Geopferte, ein Tod, der wandelt, und nur in diesem Zustand der Werkzeughaftigkeit konnte sie fühllos mit stahlhartem Blick Griechensöhne opfern.“[16] „Die eigene Härte erscheint ihr auf einmal als Schwäche, und im Durchbruch geschwisterlicher Liebe erlebt sie aufs Neue den Herzschlag der sterblichen Welt. Es gibt für sie kein Zurück; denn einerseits ist ihr die letzte Erhebung in den Stand der Götter versagt, während sie andererseits als Mensch im Bewußtsein der eigenen Blutschuld ersticken müßte.“[17] Der Selbstmord sei Iphigeniens Konsequenz.
- 1984, Sprengel[18]: Unter der Überschrift „Eine ‚goetheferne‘ Iphigenie“: Bei Goethe stehe Iphigenie für Humanität, hingegen Hauptmann führt uns eine Iphigenie vor, deren Wesen mit dem „blutigen Ritual“ des Menschopfers verknüpft ist.[A 6] Iphigeniens Apotheose bei Gerhart Hauptmann gehe konform mit der mythologischen Tradition.
- 1995, Leppmann äußert zur Schreibabsicht Gerhart Hauptmanns, „er wollte die alten Mythen nicht aktualisieren“, sondern „archaisieren und wieder … als Träger und Ausdruck archetypischer Leidenschaften einsetzen … daher die Einhaltung der Regeln des klassischen Dramas vom jambischen Vers bis zur Einheit des Ortes und des Raumes, daher das Übergewicht primitiver und gewalttätiger Gottheiten, die sämtlich dem Hades zu entstammen scheinen …“[19]
- 1998, Marx[20]: Anno 1940 sei Gerhart Hauptmann zufällig über der Lektüre der Italienischen Reise auf die Idee seines Projektes „Iphigenie in Delphi“ gekommen. Und der erste Dramenentwurf habe – bis auf den Schlussakt – zunächst weitgehend mit Goethe korrespondiert. Gerhart Hauptmann ziehe den homerisch-olympischen Göttern in Anlehnung an Kerényi und Bachofen die chthonischen vor.
- 1998, Santini[21]: Zur Einstimmung habe Gerhart Hauptmann ab Februar 1940 die Griechische Geschichte von Curtius erneut studiert. Das Drama sei sein erstes geglücktes „griechisches Projekt“. Zur Schreibabsicht: Gerhart Hauptmann habe „den Geist der Tragödie und das Mysterium von Tod und Wiedergeburt“ in einem Werk als Einheit dargestellt. Der Autor habe ein „Konzept des Urdramas“ in petto gehabt, das auch auf den „antithetischen Blick“ beruhe. Als Iphigenie gegen Ende des Dramas „das Mysterium ihres dreifachen Todes schildert“, habe Gerhart Hauptmanns Interesse für Orphik eine Rolle gespielt.
- 2012, Sprengel: Bereits am 29. April 1907 unternimmt Gerhart Hauptmann von Piräus aus eine Exkursion zum Schauplatz des Dramas. Er erreicht Delphi am folgenden Tag.[22]

### Buchausgaben
- Iphigenie in Delphi. Tragödie. S. Fischer, Berlin 1941[23]

Verwendete Ausgabe:
- Iphigenie in Delphi. Tragödie. S. 473–542 in Gerhart Hauptmann: Ausgewählte Dramen in vier Bänden. Bd. 4. 543 Seiten. Aufbau-Verlag, Berlin 1952

### Sekundärliteratur
- Die Atridentetralogie. S. 76–82 in: Gerhart Hauptmann: Ausgewählte Dramen in vier Bänden. Bd. 1. Mit einer Einführung in das dramatische Werk Gerhart Hauptmanns von Hans Mayer. 692 Seiten. Aufbau-Verlag, Berlin 1952.
- Iphigenie in Delphi. S. 118–126 in Ralph Fiedler (* 1926 in Berlin-Röntgental): Die späten Dramen Gerhart Hauptmanns. Versuch einer Deutung. 152 Seiten. Bergstadtverlag Wilhelm Gottlieb Korn, München 1954.
- Gerhard Stenzel (Hrsg.): Gerhart Hauptmanns Werke in zwei Bänden. Band II. 1072 Seiten. Verlag Das Bergland-Buch, Salzburg 1956 (Dünndruck), S. 822–823 Inhaltsangabe
- Dietrich Meinert: Hellenismus und Christentum in Gerhart Hauptmanns Atriden-Tetralogie. Balkema, Cape Town 1964.
- Die Atriden-Tetralogie. S. 247–263 in Peter Sprengel: Gerhart Hauptmann. Epoche – Werk – Wirkung. 298 Seiten. C.H. Beck, München 1984 (Beck´sche Elementarbücher), ISBN 3-406-30238-6.
- Wolfgang Leppmann: Gerhart Hauptmann. Eine Biographie. Ullstein, Berlin 1996 (Ullstein-Buch 35608), 415 Seiten, ISBN 3-548-35608-7 (identischer Text mit ISBN 3-549-05469-6, Propyläen, Berlin 1995, untertitelt mit Die Biographie)
- Iphigenie in Delphi (1941). S. 245–252 in: Friedhelm Marx: Gerhart Hauptmann. Reclam, Stuttgart 1998 (RUB 17608, Reihe Literaturstudium). 403 Seiten, ISBN 3-15-017608-5.
- Daria Santini: Gerhart Hauptmann zwischen Modernität und Tradition. Neue Perspektiven zur Atriden-Tetralogie. Aus dem Italienischen übersetzt von Benjamin Büttrich. 172 Seiten. Verlag Erich Schmidt, Berlin 1998 (Diss. Universität Pisa 1995, Veröffentlichungen der Gerhart-Hauptmann-Gesellschaft, Bd. 8). ISBN 3-503-03792-6.
- Peter Sprengel: Gerhart Hauptmann. Bürgerlichkeit und großer Traum. Eine Biographie. 848 Seiten. C.H. Beck, München 2012 (1. Aufl.), ISBN 978-3-406-64045-2